# Prova scissometrica

Diagramma esemplificativo dell'inserimento e della rotazione della paletta nel terreno per la prova scissometrica

La prova scissometrica, nota anche con i termini inglesi Field Vane Test (FVT) e Vane Shear Test (VST), è la procedura maggiormente usata per la determinazione della resistenza al taglio non drenata in campagna dei terreni coesivi saturi.
La prova consiste nella misura della massima forza di torsione applicata ad una paletta infissa nel terreno prima che inizi a ruotare.
Grazie alla sua semplicità la prova scissometrica è usata sia in test sul piano campagna sia all'interno di fori di sondaggio.
Usata per la prima volta in Svezia nel 1919, è stata impiegata diffusamente in tutto il mondo dagli anni 1940. La modalità della prova e gli standard della strumentazione utilizzata sono definiti dalle normative ASTM D2573 ed Eurocodice 7 EN 1997.
La resistenza al taglio non drenata (Cu) viene calcolata a partire dal momento torcente (M) richiesto per tagliare il terreno compreso fra le ali dello strumento.
Viene generalmente utilizzata in terreni a bassa resistenza (Cu<20-30kPa).
Per palette di forma rettangolare aventi altezza (h) e diametro (d) e il cui rapporto h/d sia uguale a 2 (come da norme ASTM), vale il seguente legame:
Cu = 6M/7πd3
La velocità di rotazione dello strumento durante la prova deve essere compresa fra 0,1 - 0,2 gradi/s per garantire una rottura in condizioni non drenate.